# Eugène Jamot
Pour les articles homonymes, voir Jamot.
Eugène Jamot, né le 14 novembre 1879 à Saint-Sulpice-les-Champs (Creuse) et mort le 24 avril 1937 à Sardent (Creuse), est un médecin militaire français des troupes coloniales, le plus souvent présenté et vénéré comme « le vainqueur de la maladie du sommeil » au Cameroun.
Injustement sanctionné par l'administration coloniale pour de graves accidents thérapeutiques, il serait un précurseur de la médecine humanitaire et le père des French doctors.
De nouvelles études historiques, issues du courant post-colonial, tendent à réévaluer son action et ses méthodes. L'œuvre de Jamot se situerait dans le cadre d'une expérimentation coloniale à grande échelle, celle de la pratique d'un biopouvoir autoritaire comme préalable à la modernité.

## Biographie

### Origine et formation
Eugène, Léon, Clovis Jamot nait en 1879 à La Borie, hameau de la commune de Saint-Sulpice-les-Champs, d'une famille paysanne modeste. Il fait ses études secondaires au collège d'Aubusson, élève brillant mais chahuteur et indiscipliné, il se comporte en « chef de bande » selon ses professeurs.
Il passe son baccalauréat à Clermont en 1898 et il s'inscrit à la faculté des sciences de Poitiers où il obtient sa licence en 1900. Pour obéir au vœu de son père qui voulait le voir devenir enseignant, il part en Algérie en 1902 pour occuper des postes de « répétiteur » (appellation de l'époque pour désigner un professeur-adjoint). Sa vocation médicale nait à Alger où il s'inscrit en PCN.
De retour en métropole en 1903, il enseigne au lycée de Montpellier, tout en poursuivant des études à la faculté de médecine de Montpellier. Après son mariage en 1904 et la naissance de son premier enfant, il obtient son doctorat en juin 1908,.

### Carrière

#### Ascension et succès
En 1908, il s'installe, comme médecin de campagne, à Sardent dans sa Creuse natale, où il exerce deux ans avant de renoncer pour des raisons mal éclaircies (différend familial, mésentente conjugale, conflit professionnel...). En 1910, il réussit le concours d'entrée « latéral » (ouvert aux civils) de l'École d’application du service de santé des Troupes coloniales à Marseille, dite « École du Pharo ». 
Sorti en 1911 de ce haut-lieu de formation en médecine coloniale, il s'embarque pour le Tchad comme aide-major de 2e classe (médecin sous-lieutenant) dans le bataillon du Ouadaï où il obtient une première citation militaire,.

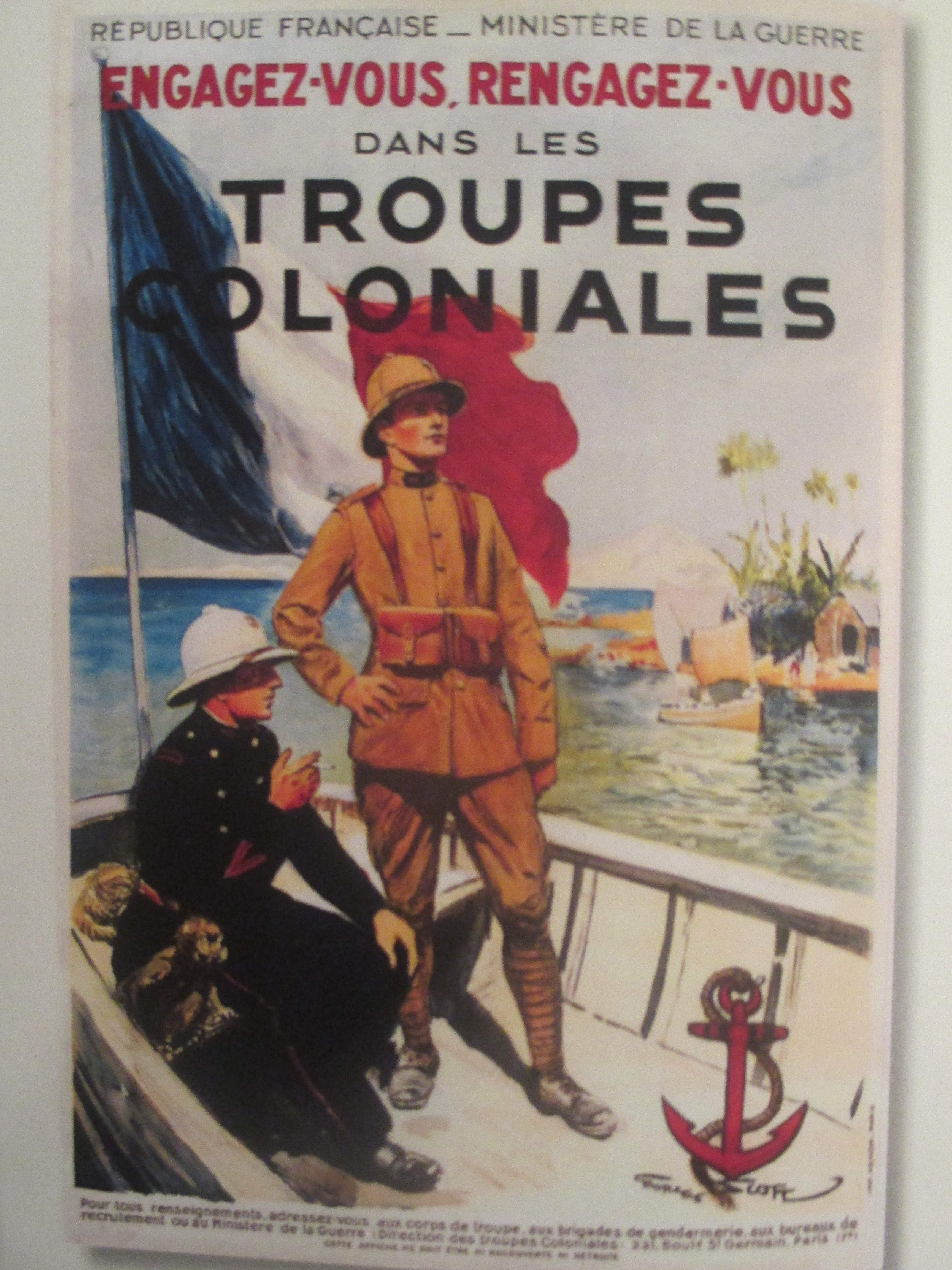
Affiche d'avant 1939, par Georges Scott (1871-1943).

De retour en métropole en 1913, il est affecté au 5e régiment d'infanterie coloniale de Cherbourg. Il s'inscrit aux cours de l'Institut Pasteur de Paris en se spécialisant dans les parasitoses sous la direction de Félix Mesnil. À la fin de son stage, en 1914, il est nommé sous-directeur de l'Institut Pasteur de Brazzaville, poste qu'il n'occupe pas immédiatement à cause de la Première Guerre mondiale.
Il s'embarque pour l'Afrique équatoriale en juillet 1914, mais la guerre éclate durant la traversée. Jamot est mobilisé le 1er août 1914 comme médecin-chef de la colonne franco-belge « Sangha-Cameroun » parmi les troupes engagées contre la colonie allemande du Cameroun. Lors de la prise de Yaoundé en janvier 1916, Jamot obtient deux nouvelles citations militaires,.
Au Cameroun, Jamot constate les ravages de la maladie du sommeil parmi la population. Il décide de reprendre la lutte contre cette maladie, amorcée par les allemands. En avril 1917, il est chargé par le gouverneur général de l'AEF d'organiser la lutte contre la maladie du sommeil en Oubangui-Chari.
En 1922, il s'installe au Cameroun à Ayos. Il se rend à Paris en 1925 pour présenter ses premiers travaux et résultats, en proclamant « je réveillerai la race noire »,.  En 1926, il a le soutien de Théodore Paul Marchand, commissaire de la République au Cameroun et il parvient à convaincre le ministre André Maginot.  Il devient par arrêté ministériel, chef de la « Mission permanente de prophylaxie de la maladie du sommeil ».
En 1931, au vu des résultats obtenus, Jamot devenu médecin-colonel, est au sommet de sa gloire. Il est à Paris pour l'exposition coloniale internationale. Il donne des conférences devant le maréchal Lyautey, commissaire général de l'Exposition. Il rencontre des journalistes comme Pierre Mille et des écrivains comme René Maran. Un film sur son action au Cameroun, Le réveil d'une race, réalisé par Alfred Chaumel et présenté durant l'exposition, remporte un grand succès auprès du public.
Le président de la République Alexandre Millerand (1859-1943) le présente comme « bienfaiteur de l'humanité ». Il est même proposé pour le prix Nobel  selon une rumeur « chuchotée ».

#### Disgrâce et fin
Mais en novembre 1931, sur le chemin du retour au Cameroun, il tombe en disgrâce, officiellement à cause de « l'affaire de Bafia » ou pour d'autres raisons, non éclaircies par les historiens. En 1932, il exprime dans une lettre sa déception et son découragement :
« Pourquoi a-on anéanti les forces dont j'avais besoin pour continuer ma route ? J'ai peut-être péché par manque d'humilité. J'ai accepté des hommages disproportionnés à mes mérites et qui revenaient en bonne justice à tous ceux qui m'ont aidé. Le succès m'a grisé et j'ai bu comme un niais à la coupe empoisonnée de l'orgueil et de la vanité »,.
Il refuse une offre anglaise d'organiser la lutte contre la maladie du sommeil au Nigéria, mais il accepte encore de le faire en AOF jusqu'en 1935. Il demande la création d'un service spécial permanent de même type que celui du Cameroun, mais il essuie un refus du ministère des colonies.
Profondément découragé, souffrant d'angine de poitrine, il fait valoir ses droits à la retraite de médecin militaire. Au début de 1936, il se retire à Sardent qu'il avait quitté vingt-cinq ans auparavant. Il reprend son activité passée de médecin de campagne, mais la rumeur publique le désigne toujours comme « celui qui a rendu aveugles des milliers d'Africains ». 
Malgré son dévouement, son activité ne lui permet pas de mettre fin à d'importantes difficultés financières. Et c'est un homme brisé, moralement et physiquement, qui meurt à Sardent le 24 avril 1937, victime d'un accident vasculaire cérébral. Il est inhumé à Saint-Sulpice les Champs.

## Œuvre

### Contexte

#### Scientifique
La trypanosomiase africaine a évolué au cours des siècles par grandes vagues épidémiques, au gré d'une écologie complexe, incluant des facteurs géographiques, climatiques, biologiques et humains (démographie et pratiques agricoles). Chez l'humain, elle est connue dès le XIVe siècle par les marchands d'esclaves portugais et arabes qui la découvrent en Afrique de l'Ouest.

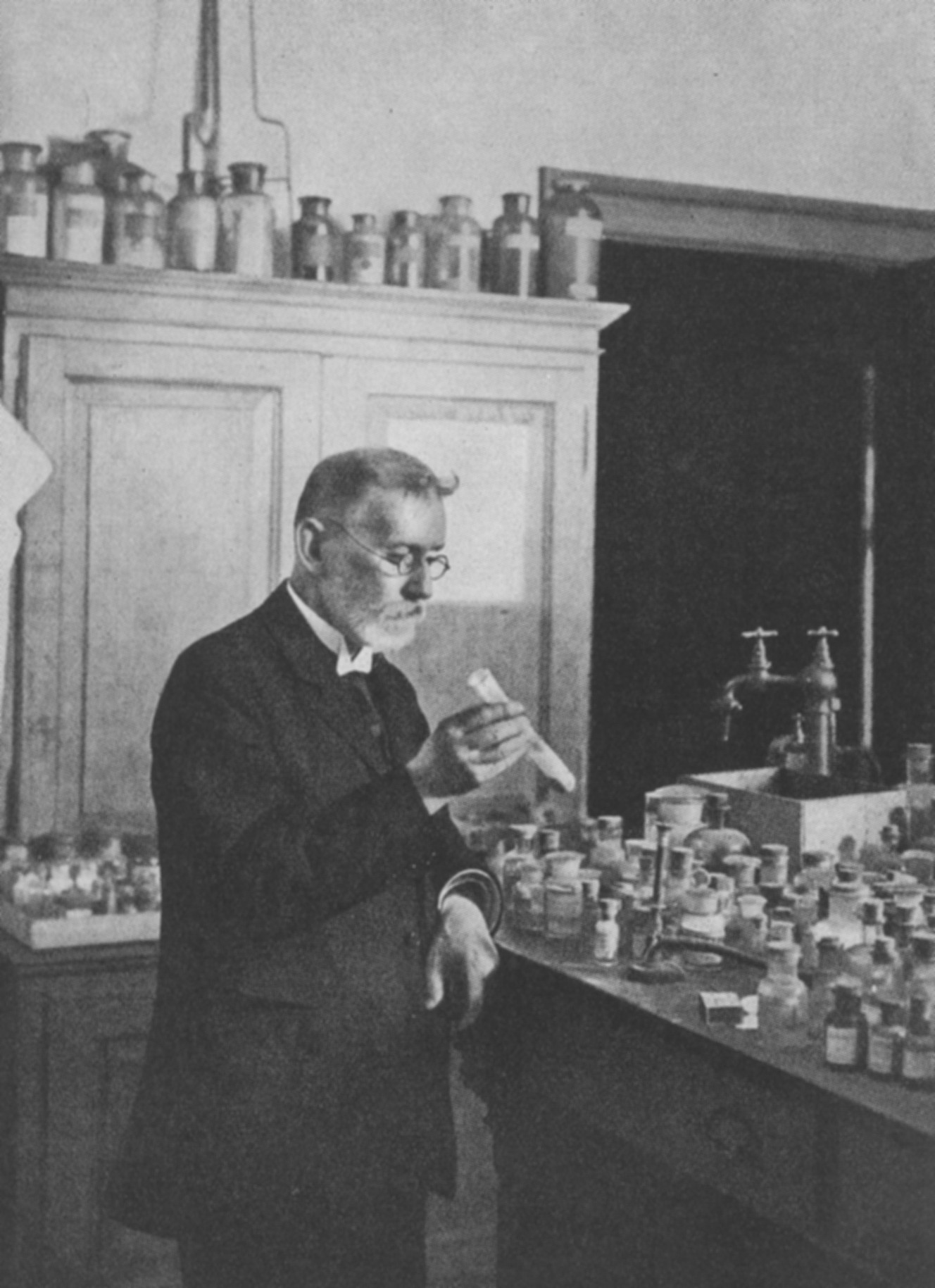
Paul Ehrlich, « le père de la chimiothérapie », dans son laboratoire en 1910.

Au XVIIIe siècle, les britanniques l'appellent sleepy distemper (somnolence maladive) en l'attribuant à une faiblesse constitutionnelle des noirs. À partir de 1898, la microbiologie appliquée à la parasitologie montre qu'il s'agit d'une maladie parasitaire (due à un protozoaire) transmis de l'animal à l’homme par la piqûre d’une mouche, dite mouche tsé-tsé. Toujours mortelle en l'absence de traitement, cette maladie doit son nom au fait qu'à la phase préterminale les malades présentent une somnolence permanente.
À partir de 1905, les premières chimiothérapies, basées sur des dérivés de l'arsenic, sont mises au point contre la maladie du sommeil, le premier étant l'atoxil, suivi par d'autres tels que la suramine ou la Tryparsamide (it) dans les années 1920, ouvrant l'espoir non seulement d'une thérapeutique efficace mais aussi d'une chimioprophylaxie,.
Pour combattre la maladie du sommeil, la stratégie sanitaire des puissances coloniales oscille entre deux modèles. Les Britanniques mettent plutôt l'accent sur le problème des mouches tsé-tsé, en cherchant à briser la transmission en séparant les hommes des mouches, par déplacements de populations ou interdictions de certaines zones ou activités. Les Belges peuvent s'en inspirer, par exemple au Congo Belge, en interdisant les zones fluviales, la culture sur berge et la pêche. 
Les Français (et aussi les Belges) dirigent principalement leurs efforts contre les trypanosomes en cherchant directement à « stériliser le réservoir humain » par des campagnes massives de médicalisation (recherche et traitement des malades).

#### Socio-politique

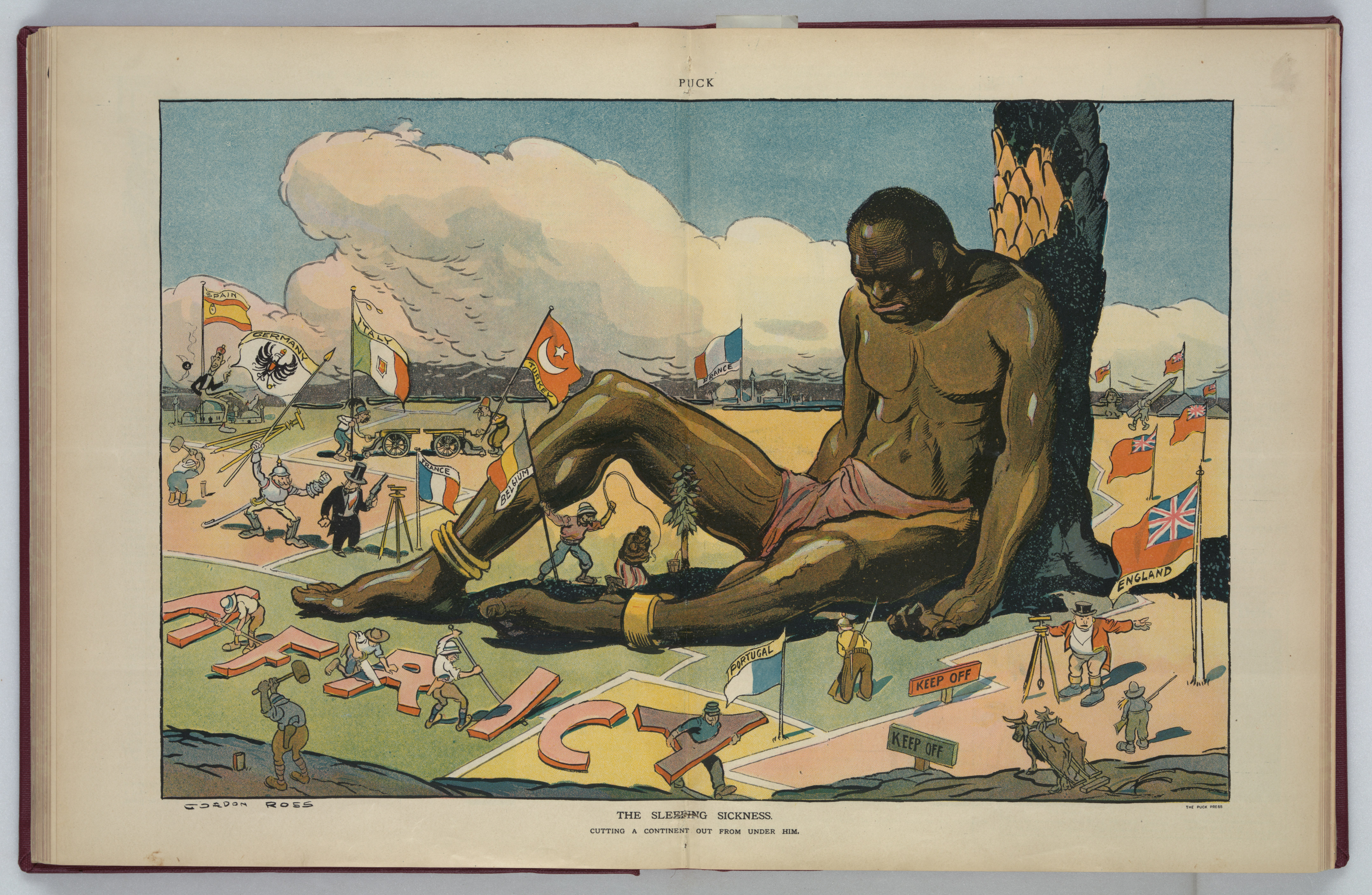
La maladie du sommeil comme géant noir endormi sur un sol découpé par les puissances européennes (caricature de l'hebdomadaire Puck, 1911).

Lors de l'expansion coloniale du XIXe siècle, les autorités s'intéressent surtout à la protection sanitaire de leurs forces de conquête et des premiers colons. Au cours de cette expansion, la maladie du sommeil, endémique dans certaines régions, devient épidémique dans de nouvelles régions administrées. L'Ouganda et le bassin du Congo furent ainsi ravagés de 1896 à 1906. 
Au tournant du XXe siècle, cette menace épidémique pousse les autorités à prendre plus sérieusement en compte les problèmes de santé des populations africaines. Cette mise en valeur du continent africain nécessitait de préserver les africains comme main-d'œuvre, plus particulièrement dans le cadre des rivalités des empires coloniaux au début du siècle,. Par exemple, pour l'Afrique Équatoriale Française des années 1920, c'est le cas de la construction du chemin de fer Congo Océan. 
À partir de 1920, une deuxième épidémie commence à décimer l'Afrique centrale et l'Afrique de l’Ouest. C'est cette seconde poussée qui fut efficacement combattue, au Cameroun et en Haute Volta, par le colonel Jamot et ses équipes.

### La «jamotique»: une stratégie sanitaire
Une figure médicale allemande importante de la lutte contre la maladie du sommeil au Cameroun (avant Jamot) est Philalethes Kuhn (de) (1870-1937), notamment en ce qui concerne les camps d’hypnoserie (sur le modèle du terme léproserie, lieu de cantonnement et de traitement des populations atteintes). Un transfert de connaissances s'effectue où les médecins coloniaux français utilisent ou s'inspirent des travaux de leurs collègues allemands. 
De 1916 à 1931, Jamot se consacre à la lutte contre la trypanosomiase humaine. Il constate d'abord que les malades au stade évolué ne peuvent plus se déplacer au dispensaire le plus proche. En 1917, en Oubangui-Chari (devenu République centrafricaine) , il décide avec très peu de moyens de constituer des équipes mobiles de soins. Avec un médecin et trois agents techniques européens plus dix infirmiers africains pour 50 000 habitants, il estime possible d'éradiquer la maladie du sommeil. En deux ans (1917-1919), ses équipes examinent 90 % de la population et traitent les malades ainsi dépistés. Il estime avoir diminué la mortalité de 65 % et les risques de contamination de 90 %. 

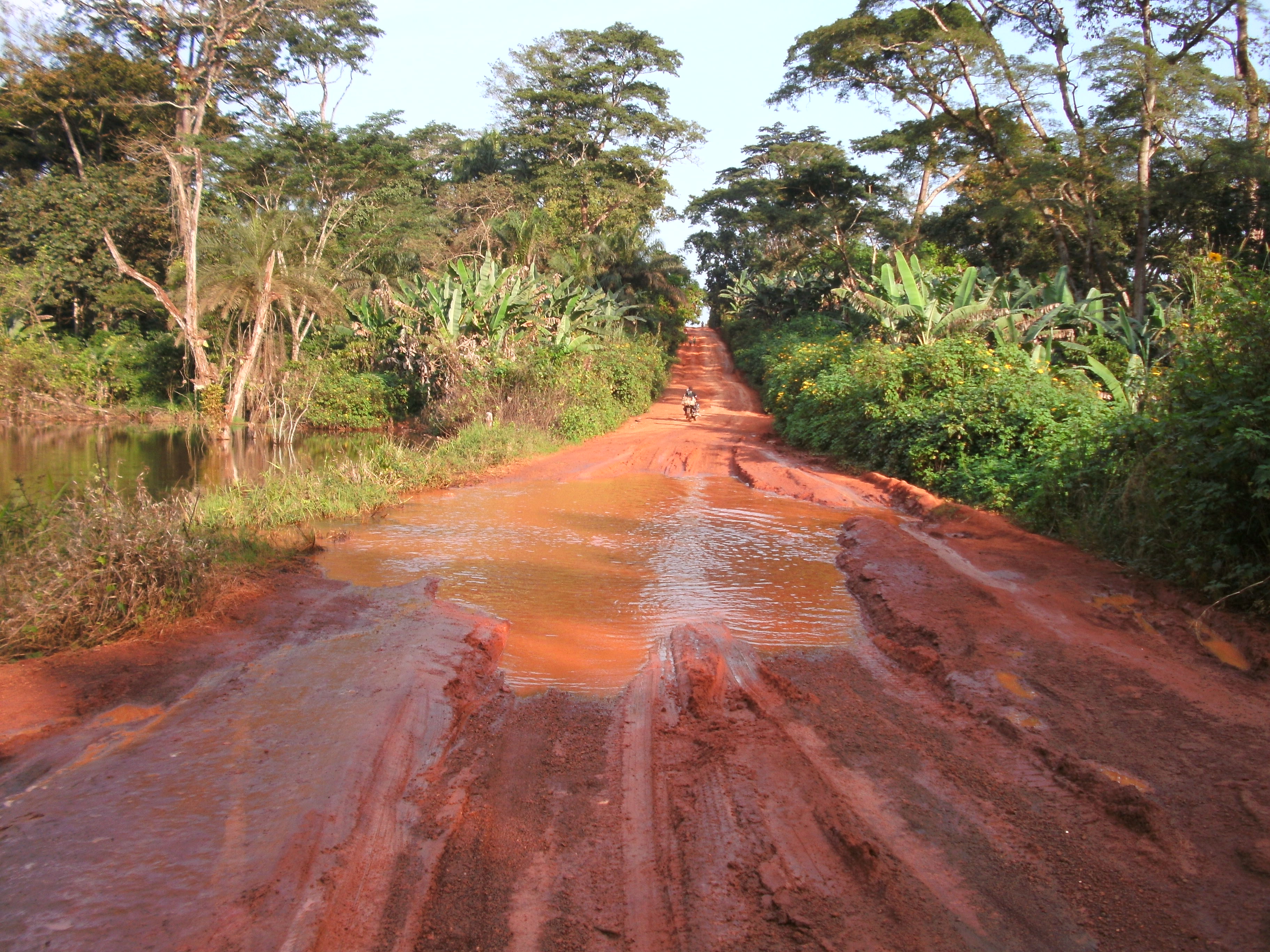
Une piste du Cameroun en 2010. « Les pistes transformées en bourbier par les pluies (...), les difficultés de tous ordres qu'il fallait vaincre pour être exact aux rendez-vous donnés, ne ralentirent pas le zèle de ces hommes [équipes de Jamot] ».

En 1925, il fonde à Ayos un centre de formation de ces équipes. La même année, à Paris, il cherche à obtenir de nouveaux moyens, budgétaires et administratifs pour sa méthode d'action. Il est surnommé « Jamot, l'éveilleur ». Après avoir convaincu sa hiérarchie et l'administration, doté de pouvoirs administratifs et de police, il déploie sa stratégie au Cameroun, (alors sous mandat de la Société des nations accordé à la France). 
Jamot pense pouvoir éradiquer la maladie du sommeil en éliminant la parasitémie des populations (stratégie centrée sur le réservoir humain de la maladie). Cette stratégie se déroule avec une rigueur militaire,. 
Les territoires contaminés sont quadrillés en secteur, une équipe de dépistage réunit toute la population d'un village, la regroupe selon le sexe et l'âge, et tous les individus sont examinés en file indienne. On procède ensuite à d'éventuelles prises de sang et ponctions lombaires en série. Une deuxième équipe traite les malades dépistés par injections d'atoxyl associé à la tryparsamide. Ces malades sont traités sur place ou dans des établissements dédiés dits « hypnoseries »,. 
Chaque tournée dure 28 jours et s'accompagne aussi de vaccinations contre la variole, de traitements contre la syphilis et le pian. Jamot coordonne 17 médecins et 400 paramédicaux répartis en équipes mobiles. En 1930, près de 150 000 cas ont été diagnostiqués et traités. Il annonce que la prévalence de la maladie a chuté dans des secteurs hyperendémiques : de 60 % à 4 % dans celui de Lomié, et de 18 % à 0,1 % dans celui de Yaoundé. En 1931, il proclame « La maladie du sommeil n'est plus au Cameroun un facteur important de mortalité, de dénatalité et de dépopulation ».
Jamot est alors acclamé pour l'œuvre accomplie : c'est « Jamot, l'éveilleur », « Jamot, le vainqueur de la maladie du sommeil ». Sa méthode (chercher, trouver, dépister, traiter) est surnommée la Jamotique que les anglais appellent French system of coordination ou French itinerant system,. 

### Le drame de Bafia
En novembre 1931, lors de son retour au Cameroun après l'Exposition coloniale internationale de Paris, le colonel Jamot est débarqué de force à Dakar et mis aux arrêts de rigueur. Le ministère des colonies le tient pour personnellement responsable de graves accidents thérapeutiques survenus dans le secteur de Bafia,. 

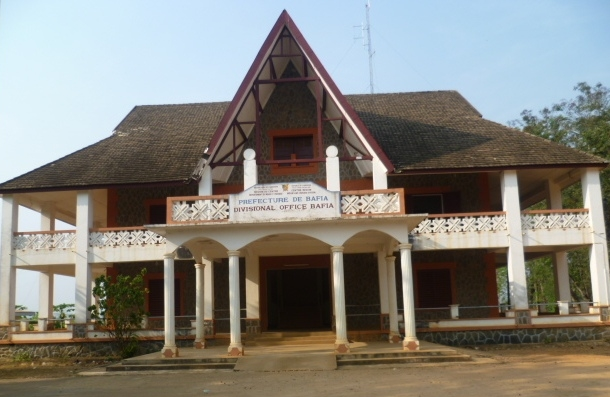
La préfecture de Bafia construite en 1920.

Un de ses adjoints, responsable du secteur de Bafia, avait pris la décision personnelle de tripler les doses de tryparsamide pour traiter les formes les plus graves de maladie du sommeil. Or la marge thérapeutique de ce type de produit est étroite (la dose thérapeutique est proche de la dose toxique, en l'occurrence, il s'agissait de neurotoxicité). Ce traitement avait provoqué des névrites optiques dont près de 700 malades devenus aveugles,.
Une première enquête disculpe Jamot, mais celui-ci endosse la responsabilité en refusant de témoigner contre son jeune subordonné devant le Conseil d'enquête.  Alors que le ministre des colonies Paul Reynaud était en Indochine, son sous-secrétaire d'État Blaise Diagne décide la mise à l'écart de Jamot, qui doit renoncer à reprendre ses campagnes au Cameroun,.
En 1932, il poursuit sa méthode à partir d'Ouagadougou, après avoir accepté de combattre la maladie en Afrique occidentale française (AOF). Mais il se trouve dans une ambiance de suspicion permanente, en butte à une administration tatillonne qui conteste ses méthodes et en refuse les moyens. En 1934, une conférence sanitaire écarte toutes ses propositions, et en 1935 La Jamotique est abandonnée en AOF,.

## L'homme
Pour les médias de l'époque, d'aspect trapu de par ses origines paysannes, Jamot n'était pas aussi photogénique qu'Albert Schweitzer préféré par les journalistes.
Pierre Richet (1904-1983) qui fut un de ses élèves, le décrit comme un chef-né polyvalent, organisateur brillant, à la fois cordial et autoritaire, capable de transmettre son tonus et sa foi à ses collaborateurs. 
Scientifique reconnu, il est en relation avec de grandes personnalités médicales de son époque comme Louise Pearce (en) de l'Institut Rockefeller.  
Bienveillant et sensible au sort des indigènes, Jamot est révolté par les abus de la colonisation, mais il est aussi capable de souffleter et d'injurier ses collaborateurs indigènes. Indifférent aux coutumes et intérêts des noirs, il veut faire leur bonheur malgré eux. Comme les autres coloniaux de son époque, il a une concubine qu'il cache à sa femme, et dont il a trois enfants qu'il laisse en Afrique lors de son retour en métropole. Cependant, il les fera revenir auprès de lui pour leur éducation en France.
Selon Olivier Faure, dans une biographie publiée en 2011, l'universitaire Jean-Paul Bado présente Jamot comme un « humaniste quasiment anticolonialiste », alors que Jamot ne serait pas un héros hors du commun mais plutôt un médecin colonial représentatif de son époque. Comme d'autres, il a pu être en même temps « en toute bonne conscience et sans y voir de contradiction, à la fois colonialiste et humaniste ».

## Postérité

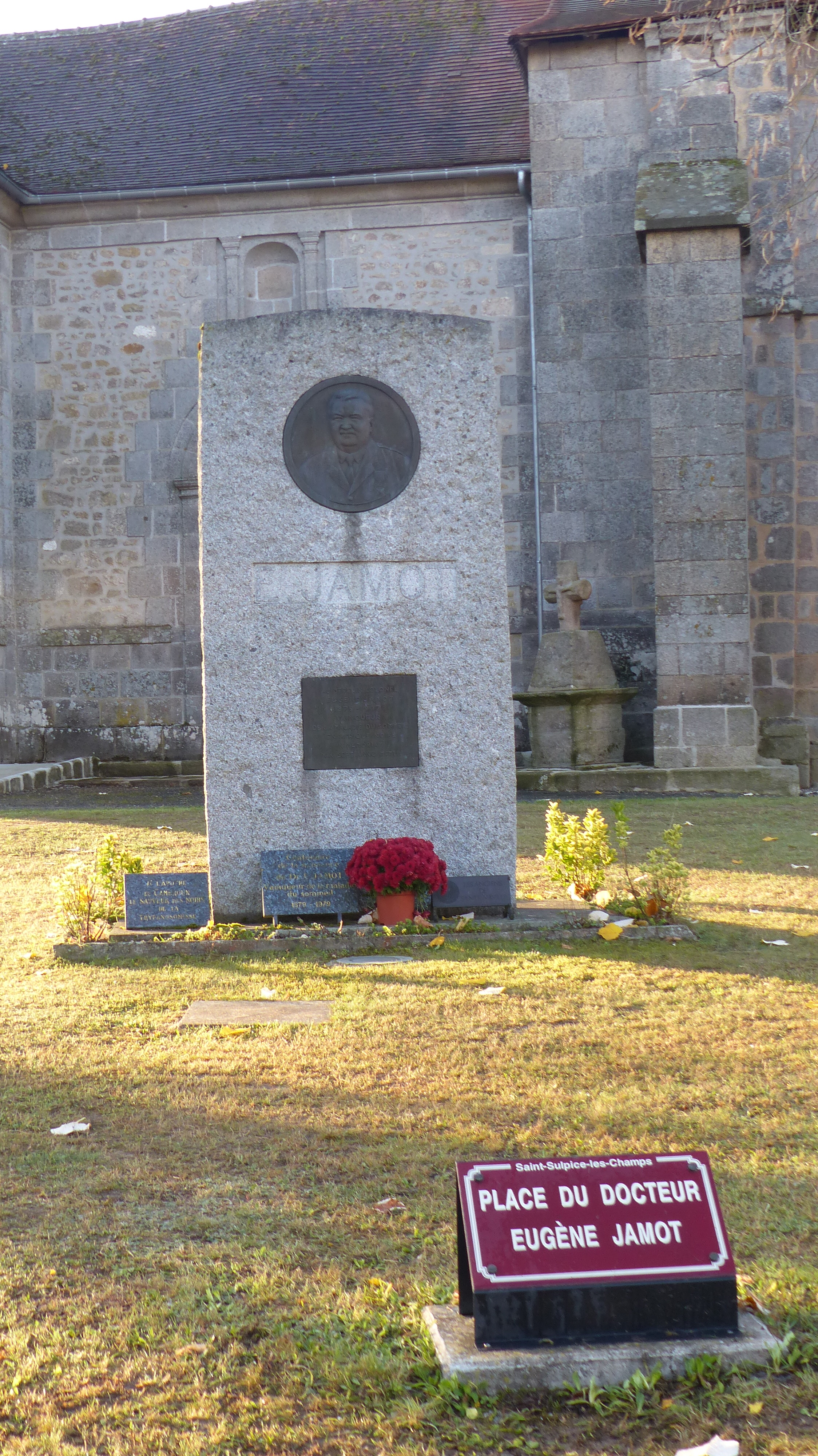
Stèle à la mémoire de Jamot sur la place de son village natal.

Après l'abandon de la jamotique, la maladie du sommeil est considérée comme « une endémie comme une autre ». La lutte est alors confiée aux administrateurs locaux agissant séparément. Ce fut un échec retentissant, dès 1938 l'épidémie reprend avec plus de 150 000 sommeilleux. Sous l'égide de Georges Mandel, alors ministre des colonies, le service de Jamot est recréé en prenant le titre de « Service général autonome de la maladie du sommeil (SGAMS) en AOF-Togo », basé à Bobo-Dioulasso et dirigé par un collaborateur de Jamot, le médecin colonel Gaston Muraz (1887-1955),.
En 1944, le SGAMS devient le Service général d'hygiène mobile et de prophylaxie (SGHMP), service polyvalent contre l'ensemble des maladies tropicales en Afrique subsaharienne, basé à Dakar et dirigé par Pierre Richet (1904-1983).
Jamot est réhabilité à partir de 1950, d'abord dans la thèse du médecin camerounais Marcel Bebey Eyidi (1914-1966) sur « le vainqueur de la maladie du sommeil » (1950), suivie par de nombreuses études historiques de médecins tropicalistes qui revendiquent son héritage parmi lesquels on trouve, outre Pierre Richet, des auteurs comme Léon Lapeyssonnie (1915-2001) ou Patrick Berche.
En 1999, les archives et objets ayant appartenu à Jamot, provenant de la vente de la maison familiale, sont retrouvées chez un brocanteur de Corrèze. Rachetée, cette collection a été finalement rétrocédée à l'Association Jamot et à l'espace muséographique dédié de Saint-Sulpice-les Champs,.

## Interprétations
L'éviction de Jamot fait l'objet de plusieurs interprétations. La plus courante est celle des médecins tropicalistes faisant leur propre histoire où Jamot apparait comme une figure fondatrice.

### Histoire tropicaliste
L'accusation de « crime thérapeutique » était injuste. Jamot est présenté comme un homme intègre et dévoué, un bienfaiteur des peuples noirs. Avec des moyens limités et dans des conditions difficiles, il accomplit son œuvre selon les critères thérapeutiques et éthiques de son époque.
L'affaire de Bafia n'aurait été qu'un prétexte. La disgrâce de Jamot est celle d'un homme hors du commun confronté à la jalousie de ses collègues et à l'hostilité de l'administration coloniale. En effet, la vocation militaire coloniale de Jamot est tardive (c'est un médecin civil à l'origine). Sa personnalité est gênante pour la hiérarchie militaire et administrative : quand il n'obtient pas ce qu'il demande, il n'hésite pas à dénoncer les « cloportes » et « satrapes » de l'administration. Il oppose aussi les « médecins de terrain » aux « coloniaux en chambre ».
Esprit libre, il montre aussi que la pénétration européenne en Afrique noire et la guerre de 14-18 ont amplifié la maladie du sommeil en provoquant des déplacements de populations porteuses de parasites, alors qu'auparavant, la maladie évoluait en vase clos à l'échelle d'une tribu.
L'œuvre de Jamot est d'autant plus dérangeante qu'elle implique la primauté du corps de santé dans l'administration de plusieurs régions coloniales. Dans ces territoires, les médecins militaires coloniaux sont dotés de pouvoirs administratifs et de police. Les autorités sanitaires de l'époque reprochent à Jamot de vouloir un service autonome indépendant, en l'accusant de créer « un état dans l'état ».
Jamot serait l'inventeur du concept d'équipes mobiles avec recherche active des cas et traitements de masse, méthode adoptée par l'OMS (notamment l'éradication de la variole ou celle de la poliomyélite) ou reprise par de nombreuses ONG comme Médecins sans frontières. Jamot est alors vu comme un pionnier de la médecine humanitaire, et le père des French doctors.

### Histoire sociale

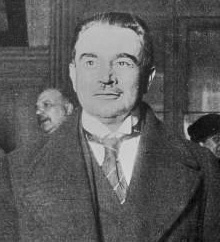
Jules Carde, gouverneur général de l'AOF, photographié en 1923 à la gare d'Orsay. « Faire du Noir en quantité et en qualité ».

À partir des années 1980, plusieurs courants d'histoire sociale influencés par les travaux de Michel Foucault (1926-1984) ou de Bruno Latour, ou appartenant aux études post-coloniales tendent à revisiter le « mythe Jamot ». Ce mythe se serait construit de façon à détacher l'homme Jamot du système colonialiste dans lequel il s'inscrit. La notoriété de Jamot ne serait pas dans la réussite de son projet mais plutôt dans son échec, car c'est cet échec qui lui donne une dimension christique. Présenter Jamot comme une victime sacrifiée par l'administration coloniale permet de dégager la médecine tropicale des brutalités de son passé de médecine coloniale.
Cette médecine coloniale, qui allie le laboratoire de Pasteur à l'expansion coloniale, aurait pris l'Afrique comme un « laboratoire colonial grandeur nature », un champ d'expérience médicales et sociales (sans équivalent et inapplicable en Europe) dans le domaine des essais thérapeutiques, du contrôle et de l'encadrement des populations. Selon le slogan de Jules Carde (1874-1949), alors gouverneur de l'AOF, il s'agissait de « faire du Noir en quantité et en qualité » tandis que Jamot réclamait qu'on lui accorde dans les territoires contaminés « l'autorité du chirurgien dans sa salle d'opération ».
Selon Olivier Faure, la politique sanitaire coloniale française à l'époque de Jamot oscillait entre deux tendances : l'une qui entendait mener une action d'ensemble dans un cadre administratif général, l'autre qui voulait donner la priorité à la constitution de services spécialisés autonomes pour lutter contre les principaux fléaux. 
Cette situation expliquerait les conflits entre médecins et administratifs, le plus souvent arbitrés par des intérêts économiques soucieux de ne pas limiter les déplacements de main-d'œuvre nécessaires aux grands travaux et aux récoltes commerciales comme caoutchouc, riz, coton... aux dépens des récoltes alimentaires traditionnelles.

### Bilan contrasté
La méthode Jamot est le plus souvent présentée comme ayant eu un succès incontestable au Cameroun, d'autant plus spectaculaire qu'elle a été suivie par des échecs de politiques sanitaires ultérieures. Cependant, elle est aussi critiquée sur ses résultats transitoires et superficiels, dont la valeur statistique est douteuse. 
Par exemple, si la méthode Jamot est admirable de par son organisation collective, elle n'entraine qu'une disparition temporaire de la maladie (stérilisation ou « blanchiment » du réservoir humain), et ceci en utilisant des dérivés arsenicaux dotés d'importants effets secondaires. Se pose alors la question de la légitimité ou validité d'un jugement historique rétrospectif à partir de critères scientifiques et éthiques modernes (évaluation des risques et de la balance bénéfice risque).
Dans les conditions coloniales de l'époque, Jamot dispose de très peu de moyens. Pour sa première campagne en Oubangui-Chari, il ne dispose que de six seringues pour des milliers d'injections. Au Cameroun, les ponctions lombaires sont faites en séries par des infirmiers opérant en zone rurale, selon des procédures « taylorisées », de même les traitements ne sont pas individualisés mais standardisés. Jamot fait appliquer les méthodes de désinfection classique (désinfection des instruments par ébullition), ce qui n'assurait pas forcément une stérilisation des virus (mal connus à l'époque). La méthode Jamot pourrait être à l'origine de la propagation de l'hépatite C en Afrique centrale.
Selon Lachenal, cette médecine de masse impliquait un surdiagnostic et un surtraitement des cas suspects avec les risques inhérents de iatrogénèse. Cette médecine purement technique, sans accompagnement pédagogique des patients, pouvait conduire aussi au défaut inverse : le manque de traitement, le but étant non pas de guérir mais d'interrompre la transmission.
La méthode Jamot poserait donc des problèmes éthiques qui restent actuels au XXIe siècle : non seulement en termes de bénéfice-risque, mais aussi à propos d'une gestion autoritaire d'une épidémie et des malades, sur la part respective de la coercition et des libertés, sur les notions de biopouvoir et de biopolitique. Par exemple, peut-on contrôler une épidémie avec des moyens purement démocratiques, ? Ou sur la part respective des sciences biomédicales et des sciences sociales dans l'exercice d'une biopolitique.  
Pour toutes ces raisons, thuriféraires et iconoclastes de la figure de Jamot s'accordent sur un point, celui de sa modernité : « Jamot doit rester encore parmi nous »,.

## Hommages
- La promotion 1941 de l'École du Pharo porte son nom[25] ;
- à la fin de la deuxième guerre mondiale, un monument à sa gloire est édifié à Yaoundé au Cameroun[25], où un hôpital porte également son nom ;

- en 1954, le président du Conseil Gaston Monnerville inaugure une stèle mémoriale dans son village natal[25] ;
- un musée, inauguré au printemps 2009, lui est désormais consacré à Saint-Sulpice-les-Champs, sa commune natale[21] ;
- Le lycée-collège d'Aubusson, dans la Creuse, porte son nom, ainsi que l'hôpital de La Souterraine dans le même département ;
- une unité porte son nom au centre hospitalier intercommunal de Villeneuve Saint-Georges dans le Val de Marne ;
- une avenue porte son nom dans le quartier des affaires du Plateau à Abidjan en Côte d'Ivoire ;
- une allée porte le nom de médecin colonel Jamot dans le 7e arrondissement de Marseille[26].

### Vidéographie
- Documentaire Le réveil d'une race (1931), réalisé par Alfred Chaumel, présenté par Jamot lors de l'exposition coloniale de Vincennes de la même année[1],[7].
- « Jamot un grand "docteur" » [vidéo], sur ina.fr (consulté le 29 décembre 2023)
- Documentaire Les médecins des colonies, Les médecins militaires au temps des colonies, Arté France, 2011,réalisé par François Caillat & Silvia Radelli.

### Philatélie
En 1979, à l'occasion du centième anniversaire de sa naissance, le Cameroun émet un timbre de 50 francs le présentant comme « vainqueur de la maladie du sommeil », son visage à côté d'une carte du Cameroun et d'une mouche tsé-tsé. 
En 1987, un timbre français surtaxé (1,90 + 0,50 francs) lui est consacré dans la série Personnages célèbres, aux côtés de Charles Richet, Alexandre Yersin, Jean Rostand, Bernard Halpern et Jacques Monod.